# Blitzkrieg 2
Pour les articles homonymes, voir Blitzkrieg (homonymie).
Blitzkrieg 2 (en russe : Блицкриг II) est un jeu vidéo de tactique en temps réel basé sur les événements de la Seconde Guerre mondiale. Il s'agit d'une évolution de son prédécesseur Blitzkrieg.
Le jeu se déroule en Afrique, en Russie, dans le Pacifique et en Europe. Tout comme le premier opus et la série Sudden Strike, Blitzkrieg 2 se concentre davantage sur les batailles que l'aspect de stratégie en temps réel avec la construction de bases et l'extraction de ressources.

## Factions jouables
Le joueur a la possibilité de choisir jusqu'à six factions : l'Allemagne, l'URSS, la France, le Royaume-Uni, l'empire du Japon et les États-Unis.
Par rapport à Blitzkrieg, le moteur graphique a été amélioré, le jeu étant entièrement en 3D et le jeu comprend plus de 250 unités quand le premier opus du nom en comportait 200.

## Extensions
- Blitzkrieg 2: Liberation (2007)
- Blitzkrieg 2: Fall of the Reich (2007)

## Accueil
| Blitzkrieg 2          |      |       |
| Média                 | Pays | Notes |
| Canard PC             | FR   | 7/10  |
| Computer Gaming World | US   | 3/5   |
| GameSpot              | US   | 78 %  |
| Jeuxvideo.com         | FR   | 15/20 |
| Joystick              | FR   | 5/10  |